# Calle Marqués de Riestra
La calle Marqués de Riestra es una calle del centro de la ciudad española de Pontevedra, en el ensanche decimonónico de la ciudad, paralela longitudinalmente al parque de las Palmeras por su lado este. Es una de las principales calles del centro de Pontevedra.

## Origen del nombre
Desde 1950 la calle está dedicada a José Riestra López, primer marqués de Riestra (1853-1923), gran emprendedor de Pontevedra. Entre otras iniciativas, fue propulsor de la llegada de la luz eléctrica a la ciudad en 1888 y del tranvía en 1889 así como de diversas fábricas y empresas (las primeras fábricas en Galicia de electricidad en 1888 en la plaza de la Verdura y de cerámica en 1895 en A Barca, la Banca Riestra) o la mejora de las calles de la ciudad y apoyo a la construcción de edificios institucionales. Dedicó parte de su capital a la ciudad y asimismo, cedió su mansión y finca de A Caeira para convertirla en gran hospital para los soldados repatriados de Cuba y Filipinas a consecuencia de la guerra hispano-estadounidense.

## Historia
La actual calle Marqués de Riestra era en 1853 un camino que conducía desde la antigua puerta de Santo Domingo de la muralla de Pontevedra en la plaza de España hasta el Campo de San José en la actual plaza de San José. A partir de esa fecha, con la expansión del primer ensanche de la ciudad, el camino fue alineado por el arquitecto municipal Alejandro Sesmero y se fue urbanizando progresivamente, hasta su consolidación definitiva como calle hacia 1880, formando parte del primer ensanche de la ciudad fuera del antiguo casco amurallado. El ayuntamiento de Pontevedra enajenó del conjunto de la finca de los dominicos la línea de solares con frente a la calle Riestra, conjunto adquirido mediante subasta.
El 21 de diciembre de 1880 el ayuntamiento de Pontevedra acordó poner como nombre a la calle desde el jardín de la Alameda hasta el final del antiguo Campo de la Feria el del político liberal Francisco Antonio Riestra Vallaure (padre del marqués), después de morir en Madrid, por su actividad emprendedora y por la realización de la mayor parte del primer ensanche de la ciudad.
En esos nuevos espacios del primer ensanche pontevedrés se construyeron edificios que con sus formas y funciones reforzaron el proyecto burgués restauracionista, exponentes de la nueva Pontevedra. En 1896 el editor, periodista y político Andrés Landín Varela edificó un edificio en el número 7 de la calle en cuyo bajo estableció una imprenta y librería así como su vivienda en la primera planta.
En 1905 terminó la construcción en el lado izquierdo de la calle (con fachada trasera hacia el parque de las Palmeras) del palacete Villa Pilar, mandado edificar por el indiano procedente de Cuba Manuel Martínez Bautista.
En 1927 se ordenó el derribo de los barracones de un garaje en el lado derecho de la calle para poder proceder a la apertura total de la nueva calle General Gutiérrez Mellado, que conducía a la calle Riestra desde la calle Michelena. Las últimas casas que impedían la apertura de la nueva vía se habían ya expropiado y se derribaron en mayo de 1927, si bien los barracones del garaje de la calle Riestra no se derribaron hasta 1930.
En 1950 la calle adoptó el nombre del Marqués de Riestra, título concedido por el rey Alfonso XIII a José Riestra López el 4 de febrero de 1893 por Real Decreto. La Travesía de Riestra desde la calle Michelena recibió el nombre de Calle Marquesa, en alusión a la mujer del marqués de Riestra, María Calderón Ozores, hija del conde de San Juan. En 1965 se abrieron las galerías Vázquez Lescaille, desde la calle General Gutiérrez Mellado a la calle Marqués de Riestra.
En 2006 el primer tramo de la calle desde la plaza de España hasta la calle General Gutiérrez Mellado fue reformado y peatonalizado.

## Descripción

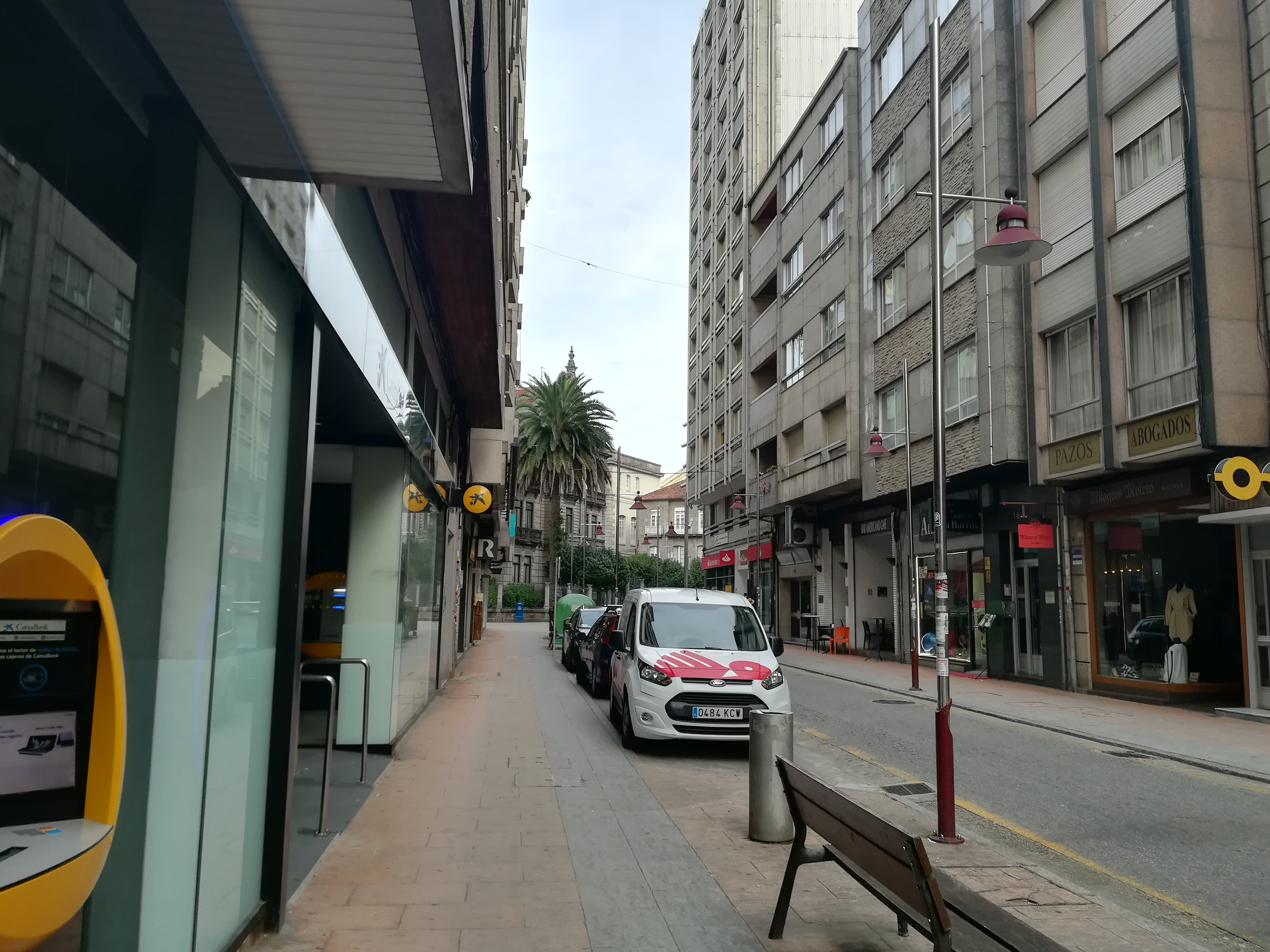
Parte sureste de la calle.

Marqués de Riestra es una calle del primer ensanche de la ciudad de una longitud de 260 metros que sigue un eje norte-sureste y que se divide en dos tramos: uno peatonal adoquinado y empedrado desde la plaza de España hasta la calle General Gutiérrez Mellado y otro con orientación sureste desde la calle Gutiérrez Mellado hasta la plaza de San José, que dispone de dos aceras y un carril central de circulación rodada.
Es una calle predominantemente llana de una anchura media de 11 metros. En ella confluyen de norte a sur las calles peatonales Marquesa, Gutiérrez Mellado en su lado derecho y en el izquierdo las pequeñas calles Fray Tomás de Sarria y Enrique Labarta a ambos lados del jardín de Villa Pilar.
Se trata de una calle eminentemente comercial y de servicios en la que se ubican numerosos comercios, cafeterías y sucursales bancarias. En su inicio, en la confluencia con la Gran Vía de Montero Ríos se encuentra el ábside de las ruinas góticas del antiguo convento e iglesia de Santo Domingo al lado de un crucero de piedra gótico que estaba ubicado en el atrio de la iglesia medieval de San Bartolomé el Viejo antes de ser demolida. El crucero es Bien de Interés Cultural y es uno de los pocos cruceros góticos existentes en Galicia. Un lado de la cruz muestra la imagen de la Virgen sosteniendo al niño en brazos, rodeada por figuras de santos y ángeles. En el otro lado, se encuentra la figura de Cristo, situado sobre la imagen de un obispo. En la mitad del trazado de la calle se halla la mansión ecléctica de 1905 Villa Pilar.

## Edificios destacados

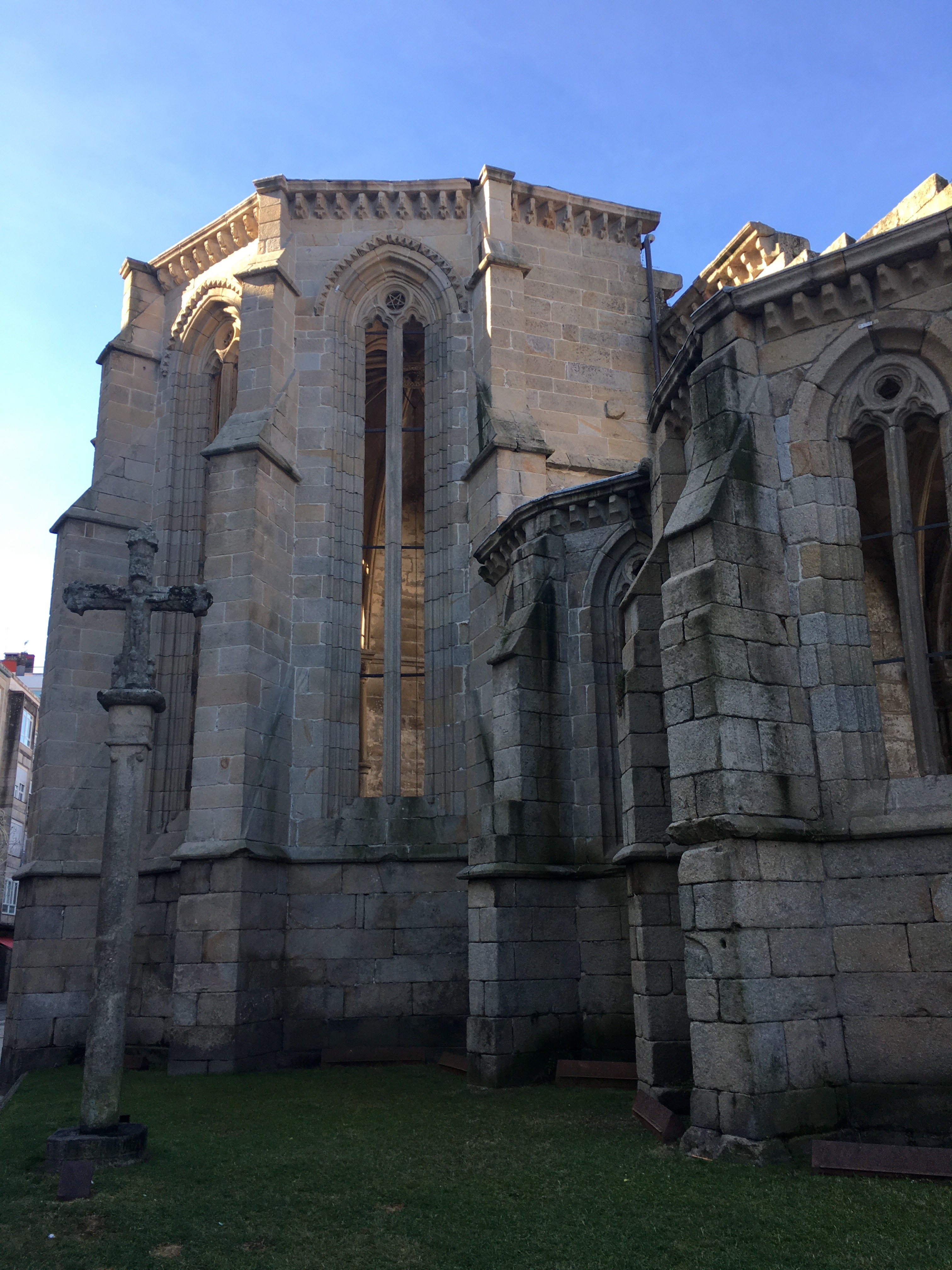
Crucero y ábsides góticos de las ruinas de Santo Domingo.

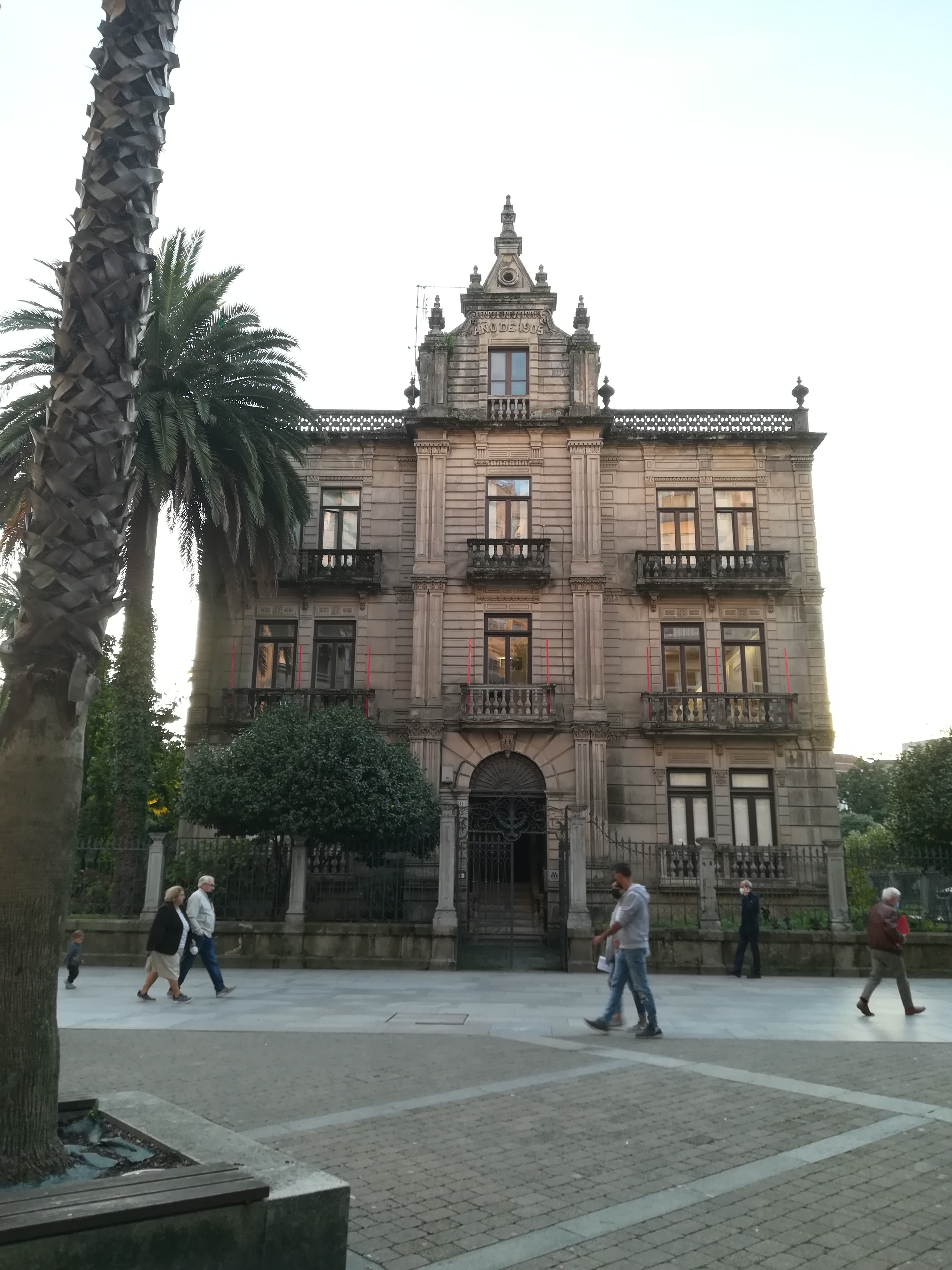
Villa Pilar en el número 11 de la calle.

Al inicio de la calle Marqués de Riestra, las Ruinas del Convento de Santo Domingo son los vestigios de un convento e iglesia góticos del siglo XIV. Hoy, junto con otros cinco edificios, forman el Museo Provincial de Pontevedra y fueron declaradas Bien de Interés Cultural en 1895. Sólo se conserva la cabecera, con cinco capillas absidiales correspondientes al brazo transversal del transepto, que constituyen el ejemplo más puro de arquitectura gótica en Galicia.
En el número 11 de la calle está ubicada la mansión Villa Pilar cuya construcción empezó en 1899 y terminó en 1905. El edificio es de estilo ecléctico y modernista, con tres plantas de altura y un solo cuerpo. Tiene un semisótano, tres plantas y un ático. Entre sus elementos arquitectónicos destacan los almohadillados y las balaustradas de estilo inglés en todos los balcones, realizadas en hormigón, un elemento muy innovador para la época. El edificio se integra armoniosamente en su entorno, ya que está rodeado por un pequeño jardín privado con palmeras cerrado por una verja de hierro forjado. Al interior del edificio se accede por escaleras de mármol de Carrara en la primera planta y de madera en las siguientes. La distribución de las distintas plantas refleja el estilo de vida de la burguesía de finales del siglo XIX. 
La hilera de casas de piedra entre las ruinas de Santo Domingo y Villa Pilar entre los números 13 y 21 son casas típicas del primer ensanche pontevedrés del siglo XIX, como las de la calle de la Oliva. Disponen de planta baja y dos pisos, con balcones en la primera planta y galerías en la segunda o con balcones en las dos plantas.
En el número 3 de la calle Marqués de Riestra haciendo esquina con la calle Pastor Díaz y con entrada principal por el número 7 de la calle Arquitecto de la Sota se encuentra un edificio de viviendas racionalista de 7 plantas  del arquitecto Alejandro de la Sota Martínez, del año 1970, único en Galicia. El edificio de hormigón y color exterior amarronado incorpora en sus fachadas el fundamento de las galerías, posee un portal reducido a sus líneas esenciales y dispone de un ático ajardinado. Se aprecia la sobriedad de líneas y un fuerte énfasis en la geometría.
En el número 30 de la calle de la Oliva, en la esquina con la calle Marqués de Riestra, existe un edificio racionalista de 1930 del arquitecto Emilio Salgado Urtiaga.